# GANG PARADE
GANG PARADE（ギャングパレード）是日本的音樂團體、日本的女子偶像團體、日本的10人組女性偶像團體、以「大家的遊樂場」為概念進行活動。前身為「Pla2me」、「POP」。亦是首批簽約WACK的女子偶像團體。

2014年結成。隸屬於WACK。唱片公司為T-Palette Records。他們的粉絲被官方稱為「遊び人」。於2019年4月17日在WACK與Warner Music Japan Inc.共同創立的新品牌“FUELED BY MENTAIKO”下主流出道。

## 成員

### 現任成員
| 名字                   | 生日     | 出身地                 | 擔當                 | 應援色   | 加入日期      | 個人簡介         |
| ---------------------- | -------- | ---------------------- | -------------------- | -------- | ------------- | ---------------- |
| ヤママチミキ           | 3月14日  | 東京都                 | カミヤサキ           | ■ 綠色   | 2015年6月1日  | SAiNT SEX的成員  |
| ユメノユア             | 3月27日  | 神奈川縣橫濱市         | 悩める子羊           | ■ 粉紅色 | 2015年6月1日  | SAiNT SEX的成員  |
| キャン・GP・マイカ     | 10月6日  | 東京都                 | イエス・ウィーキャン | ■ 橘色   | 2016年10月2日 | HOLY SHiTS的成員 |
| ココ・パーティン・ココ | 7月18日  | 愛知県名古屋市         |                      | ■ 紅色   | 2016年10月6日 |                  |
| テラシマユウカ         | 11月5日  | 大阪府                 |                      | ■ 紫色   | 2016年10月6日 |                  |
| ユイ・ガ・ドクソン     | 10月21日 | 滋賀県                 |                      | ■ 白色   | 2016年10月6日 |                  |
| 月ノウサギ             | 12月22日 | 東京都                 |                      | ■ 水藍色 | 2018年4月17日 |                  |
| ナルハワールド         | 11月5日  | 埼玉県                 |                      | ■ 黃綠色 | 2019年5月26日 | 自WAgg昇格。     |
| キラ・メイ             | 5月23日  | 岐阜県                 |                      | ■ 淺粉色 | 2020年5月22日 | 自WAgg昇格。     |
| キャ・ノン             | 9月20日  | 東京都                 |                      | ■ 藍色   | 2022年1月2日  |                  |
| チャンベイビー         | 7月23日  | 大阪府出生東京都成長   |                      | ■ 黃色   | 2022年1月2日  |                  |
| アイナスター           | 10月9日  | 北海道出生神奈川縣成長 |                      | ■ 淺紫色 | 2022年5月13日 | 自WAgg昇格。     |
| カ能セイ               | 7月18日  |                        |                      | ■ 淺藍色 | 2022年5月13日 |                  |

## 作品
排名為Oricon公信榜最高名次。